# MÁV IIIu
Die IIIu waren Schnellzug-Schlepptenderlokomotiven der ungarischen Staatsbahnen (MÁV).

## Geschichte
Gezwungen durch den niedrigen erlaubten Achsdruck setzten die MÁV auf dreifach gekuppelte Schnellzuglokomotiven mit Vorlauf- und Schleppachse.
Von 1909 bis 1923 lieferte Budapest insgesamt 895 Maschinen der Kategorie IIIu (später 324). Dabei waren die 324.001–355 Nassdampf-Verbundlokomotiven, die 324.401–543 Heißdampf-Zwillinge, die 324.544–845 Heißdampf-Zwillinge mit Brotankessel und die 324.901–995 Heißdampf-Zwillinge mit Brotankessel und
Speisewasservorwärmer und -reiniger Bauart Pecz-Rejtő. In der Tabelle werden die technischen Daten der 324.001–355, 401–543, 544–805, 901–995 sowie der 806–845 unterschieden.
Der Übergang von den ursprünglichen Nassdampfverbundbauart zu Heißdampfzwillingen war durch die günstigen Erfahrungen motiviert, die man mit der Kategorie Il gemacht hatte. Die Ausrüstung mit Brotankesseln geschah wegen des im Ersten Weltkrieg herrschenden Kupfermangels. Der Speisewasservorwärmer und -reiniger nach Bauart Pecz-Rejtő war eine ungarische Entwicklung, die später auch in Österreich zur Anwendung kam.
Nach 1918 kamen Lokomotiven dieser Reihe zu den ČSD, den Eisenbahnen des Königreichs der Serben, Kroaten und Slowenen und später zu den JDŽ, den PKP und den FS. Die vier PKP-Lokomotiven Ol 103-1–4 (ursprünglich als Tl 103 eingereiht!) erhielten während des Zweiten Weltkriegs die deutschen Betriebsnummern 35 701–704. Die Ol 103-1 (35 704) blieb nach dem Krieg im Bereich der DB. Die Ol 103-3 / 35 702 befand sich nach dem Krieg im Bereich der späteren DR und wurde von ihr 1955 an die PKP zurückgegeben. Die Ol 103-4 bzw. 35 703 gelangte nach dem Krieg zu den ČSD und wurde dort als 335.2500 bzw. später als 335.201 geführt. Dass sie eigentlich baugleich mit den eigenen Lokomotiven der Reihe 344.4 war, war offensichtlich nicht aufgefallen. Sie kam 1950 zu den PKP zurück.
In weiterer Folge erhielt auch die GySEV solche Fahrzeuge. In Jugoslawien blieben 87 und nach dem Zweiten Weltkrieg weitere 20 Maschinen, die von der JDŽ die Nummern 22-001 bis 107 erhielten.
Vergleicht man die Anzahl der gebauten Maschinen mit der der österreichischen kkStB 10 und kkStB 110, so ist ersichtlich, dass der ungarischen 1’C1’-Variante der größere Erfolg beschieden war.